# Microgomphus camerunensis
Microgomphus camerunensis là loài chuồn chuồn trong họ Gomphidae. Loài này được Longfield mô tả khoa học đầu tiên năm 1951.